# Oeldorf
Oeldorf ist ein Wohnplatz in der Gemeinde Kürten im Rheinisch-Bergischen Kreis.

## Lage und Beschreibung
Der Ort liegt abseits überörtlicher Straßen westlich von Oberclev in der Nähe der Gemeindegrenze zu Lindlar.

## Geschichte
Die Topographia Ducatus Montani des Erich Philipp Ploennies aus dem Jahre 1715, Blatt Amt Steinbach, belegt, dass der Ort, dort Ühldorf genannt, bereits 1715 bestand und aus mehreren Höfen bestand. Aus der  Charte des Herzogthums Berg 1789 von Carl Friedrich von Wiebeking geht hervor, dass Oeldorf zu dieser Zeit Teil Honschaft Kollenbach im Kirchspiel Kürten war und mit Altdorf bezeichnet wurde.
Unter der französischen Verwaltung zwischen 1806 und 1813 wurde das Amt Steinbach aufgelöst und Oeldorf wurde politisch der Mairie Kürten im Kanton Wipperfürth  im Arrondissement Elberfeld zugeordnet. 1816 wandelten die Preußen die Mairie zur Bürgermeisterei Kürten im Kreis Wipperfürth.
Oeldorf gehörte zu dieser Zeit zur Gemeinde Kürten.
Der Ort ist auf der Topographischen Aufnahme der Rheinlande von 1824 als Euldorf und auf der Preußischen Uraufnahme von 1840 als Öldorf verzeichnet.
Ab der Preußischen Neuaufnahme von 1892 ist er auf Messtischblättern regelmäßig als Öldorf verzeichnet.
1822 lebten 72 Menschen im als Hof kategorisierten und Oeldorf bezeichneten Ort.
1830 hatte der Ort 84 Einwohner.
Der 1845 laut der Uebersicht des Regierungs-Bezirks Cöln als Weiler kategorisierte Ort besaß zu dieser Zeit neun Wohnhäuser. Zu dieser Zeit lebten 72 Einwohner im Ort, davon alle katholischen Bekenntnisses.
Die Gemeinde- und Gutbezirksstatistik der Rheinprovinz führt Oeldorf 1871 mit neun Wohnhäusern und 60 Einwohnern auf.
Im Gemeindelexikon für die Provinz Rheinland von 1888 werden acht Wohnhäuser mit 49 Einwohnern angegeben.
1895 hatte der Ort sechs Wohnhäuser und 37 Einwohner.
1905 besaß der Ort sechs Wohnhäuser und 36 Einwohner und gehörte konfessionell zum katholischen Kirchspiel Kürten.
1927 wurden die Bürgermeisterei Kürten in das Amt Kürten überführt. In der Weimarer Republik wurden 1929 die Ämter Kürten mit den Gemeinden Kürten und Bechen und Olpe mit den Gemeinden Olpe und Wipperfeld zum Amt Kürten zusammengelegt. Der Kreis Wipperfürth ging am 1. Oktober 1932 in den Rheinisch-Bergischen Kreis mit Sitz in Bergisch Gladbach auf.
1975 entstand aufgrund des Köln-Gesetzes die heutige Gemeinde Kürten, zu der neben den Ämtern Kürten, Bechen und Olpe ein Teilgebiet der Stadt Bensberg mit Dürscheid und den umliegenden Gebieten kam.